# Ausasaphes shiralee
Ausasaphes shiralee är en stekelart som beskrevs av Naumann och Reid 1990. Ausasaphes shiralee ingår i släktet Ausasaphes och familjen puppglanssteklar. Inga underarter finns listade.